# Église Saint-Venant de Ballan-Miré
L'église Saint-Venant, située à Ballan-Miré, date du XIIe siècle.

## Historique
De style roman, elle est agrandie par un clocher carré au XIIIe siècle, ainsi qu'une tour de défense au nord-ouest. Une chapelle s'ajoute au XVe siècle. 
En 1516, elle est surélevée, et le chœur avec les absides sont construites, le tout percé de grandes fenêtres gothiques. Les travaux sont ordonnés par Jacques de Beaune.
La dernière réfection du clocher date de 1979, lequel renferme encore des cloches datant de plus de trois siècles.
L’église est inscrite comme monument historique par un arrêté du 12 avril 1944.